# Cranchiidae
Cranchiidés, Calmars de verre
Famille
Sous-familles de rang inférieur
- Cranchiinae Pfeffer, 1912
- Taoniinae Pfeffer, 1912

Les cranchiidés ou calmars de verre (Cranchiidae) constituent une famille de céphalopodes décapodes.

## Description et caractéristiques

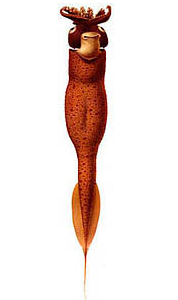
Taonius pavo

La famille des Cranchiidae comprend quelque 60 espèces qui évoluent à la surface et dans les profondeurs de tous les océans. Ils varient en longueur du manteau de 10 centimètres à plus de 10 mètres, dans le cas du calmar colossal. Le nom commun, calmar de verre, découle de la nature transparente de la plupart des espèces. Ces calmars passent une grande partie de leur vie dans les eaux peu profondes partiellement ensoleillé où leur transparence permet le camouflage. Ils sont caractérisés par un corps gonflé et des bras courts, qui portent deux rangées de ventouses ou de crochets. La paire de tentacules est souvent plus longue. De nombreuses espèces sont des organismes bioluminescents : ils possèdent des organes lumineux sur la face inférieure de leurs yeux, utilisés pour annuler leur ombre. La morphologie des yeux est très variable, allant des yeux larges et circulaires aux yeux télescopiques et pétiolés. Un fluide composé d'ammoniac dans une petite poche est utilisé pour faciliter la flottabilité. Souvent, le seul organe qui est visible à travers les tissus transparents est la glande digestive en forme de porte-cigares, qui est l'équivalent chez les céphalopodes d'un foie de mammifères. Celui-ci est habituellement maintenu en position verticale pour réduire sa silhouette et un organe bioluminescent est parfois présent à l'extrémité inférieure afin de réduire encore davantage sa visibilité dans l'eau.

## Liste des taxons subordonnés
| Selon World Register of Marine Species (9 janvier 2015) : ___ - genre Bathothauma Chun, 1906 - genre Cranchia Leach, 1817 - genre Egea Joubin, 1933 - genre Euzygaena Chun, 1910 - genre Galiteuthis Joubin, 1898 - genre Helicocranchia Massy, 1907 - genre Hensenioteuthis Pfeffer, 1900 - genre Leachia Lesueur, 1821 - genre Liguriella Issel, 1908 - genre Liocranchia Pfeffer, 1884 - genre Loligopsis Lamarck, 1812 - genre Megalocranchia Pfeffer, 1884 - genre Mesonychoteuthis Robson, 1925 - genre Parateuthis Thiele, 1921 - genre Phasmatopsis Rochebrune, 1884 - genre Sandalops Chun, 1906 - genre Taonius Steenstrup, 1861 - genre Teuthowenia Chun, 1910 - genre Zygaenopsis Rochebrune, 1884 - genre Zygocranchia Hoyle, 1909 | Selon ITIS (9 janvier 2015) : - sous-famille Cranchiinae Pfeffer, 1912 - genre Cranchia Leach, 1817 - genre Drechselia Joubin, 1931 - genre Leachia Lesueur, 1821 - genre Liocranchia Pfeffer, 1884 - sous-famille Taoniinae Pfeffer, 1912 - genre Bathothauma Chun, 1906 - genre Belonella Lane, 1957 - genre Egea Joubin, 1933 - genre Galiteuthis Joubin, 1898 - genre Helicocranchia Massy, 1907 - genre Liguriella Issel, 1908 - genre Megalocranchia Pfeffer, 1884 - genre Mesonychoteuthis Robson, 1925 - genre Sandalops Chun, 1906 - genre Taonius Steenstrup, 1861 - genre Teuthowenia Chun, 1910 |

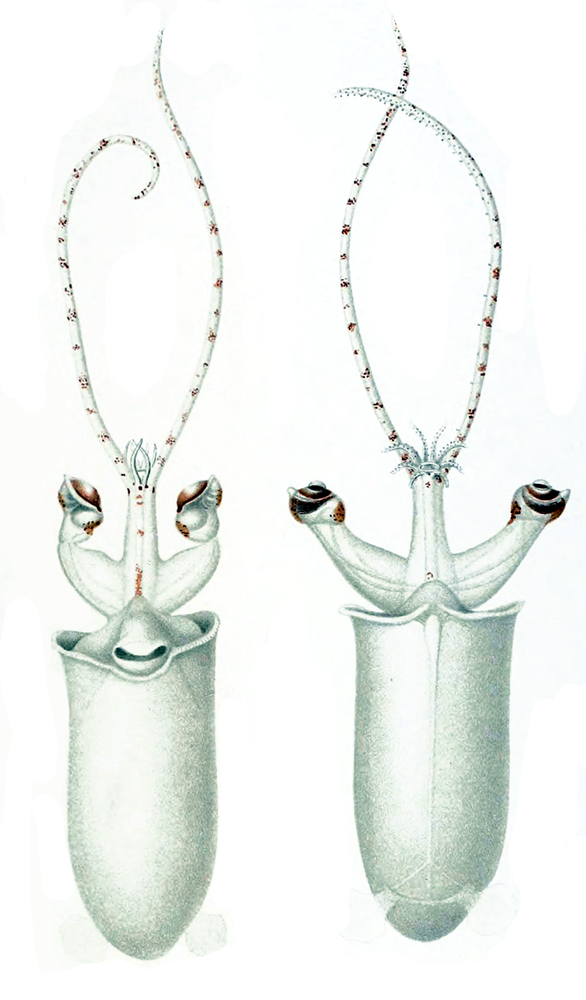
Bathothauma lyromma
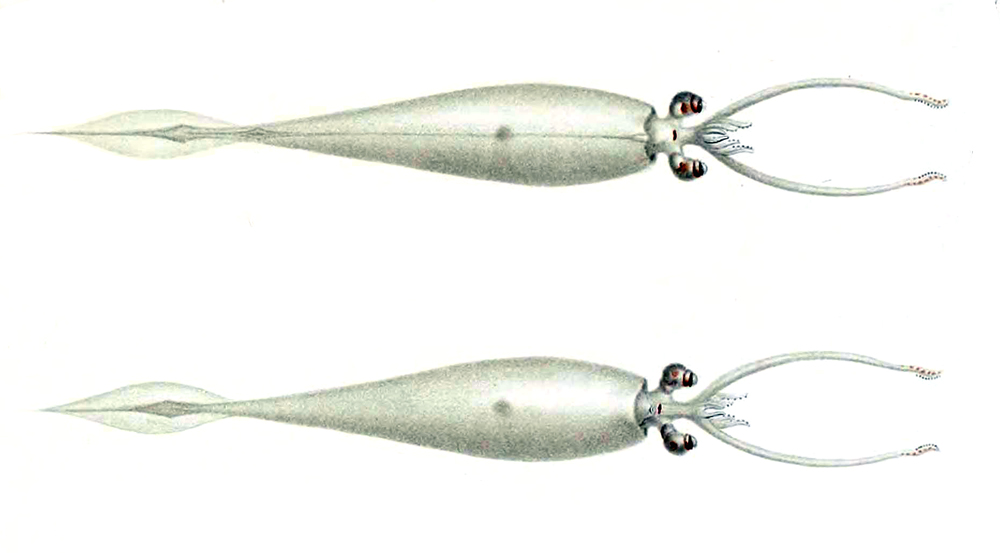
Belonella belone
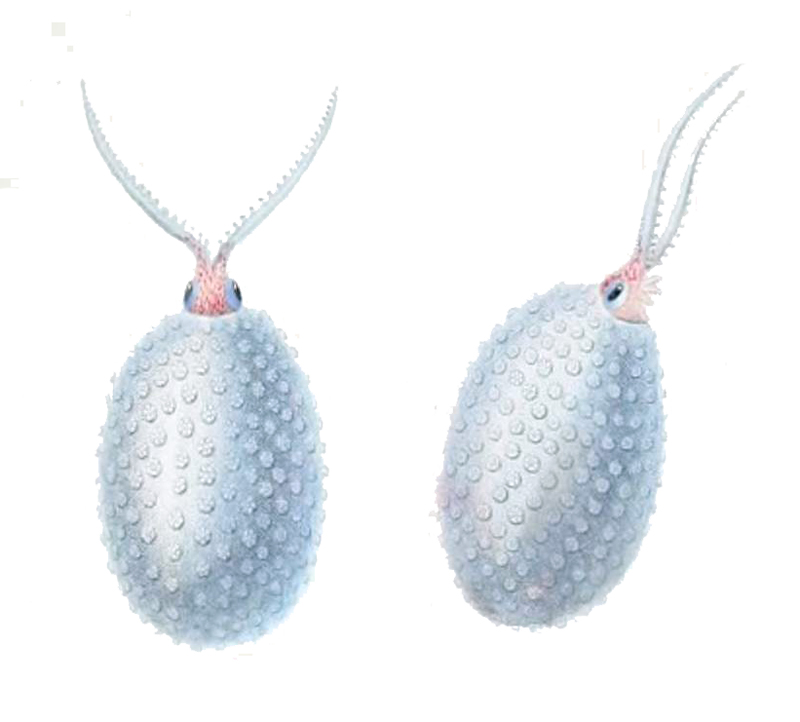
Cranchia scabra
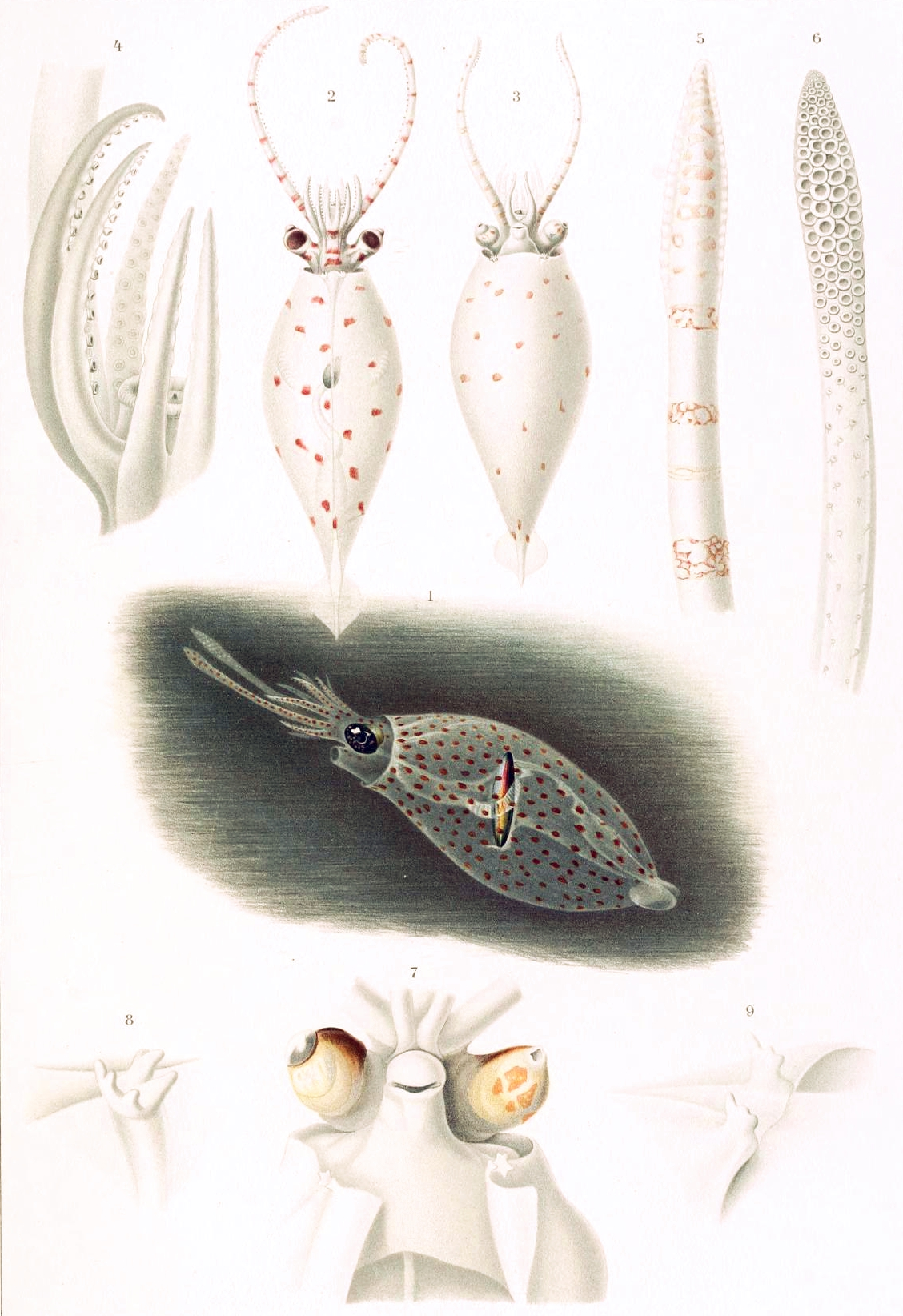
Galiteuthis glacialis
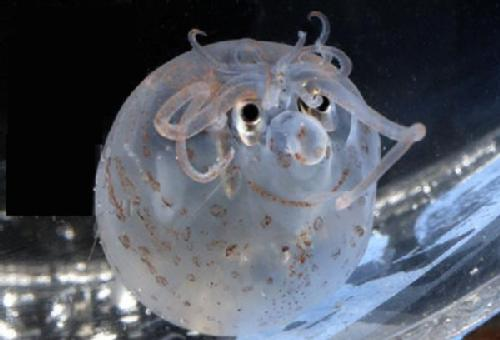
Helicocranchia sp.
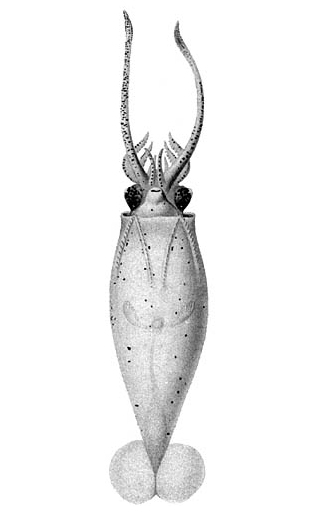
Liocranchia valdiviae
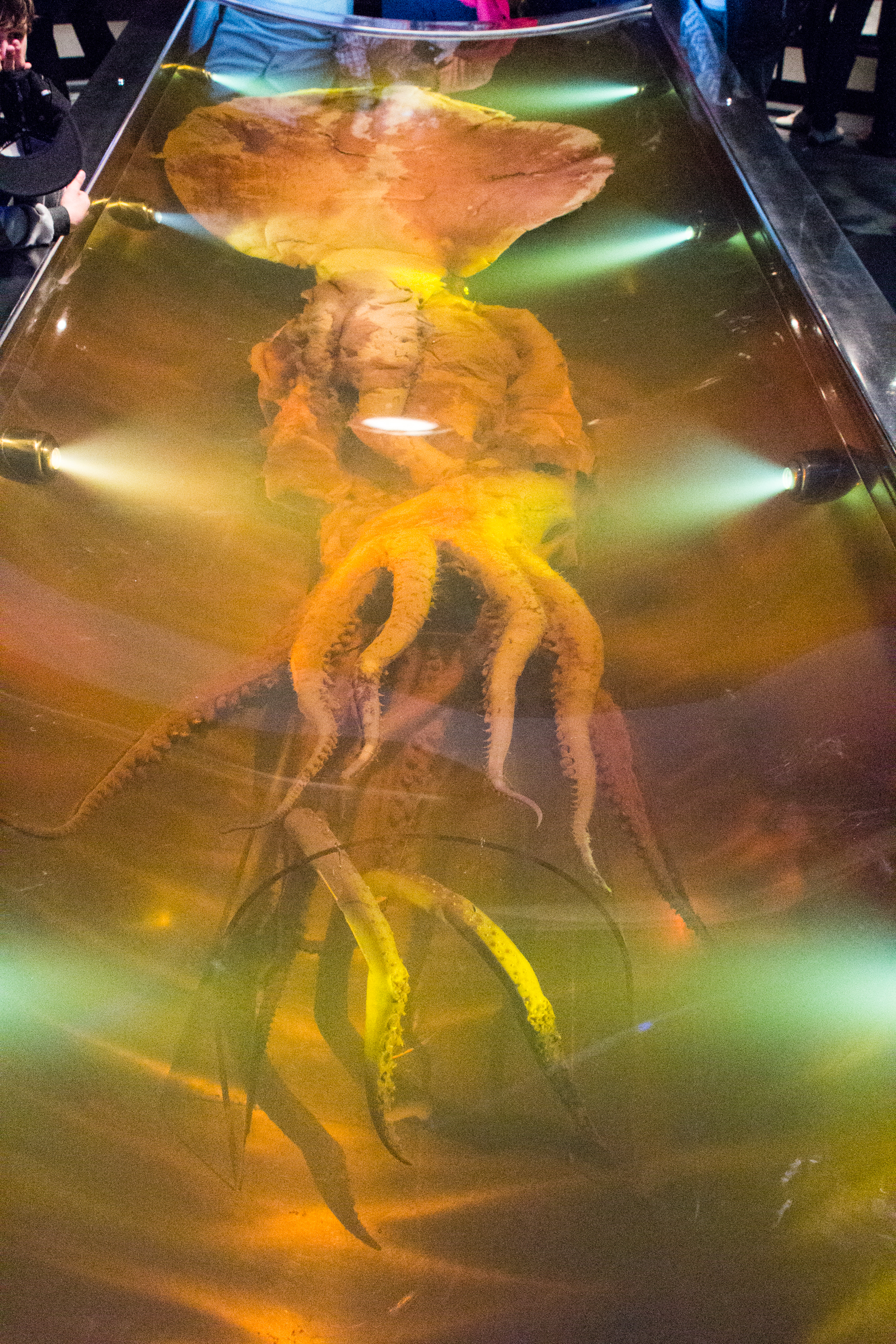
Mesonychoteuthis hamiltoni
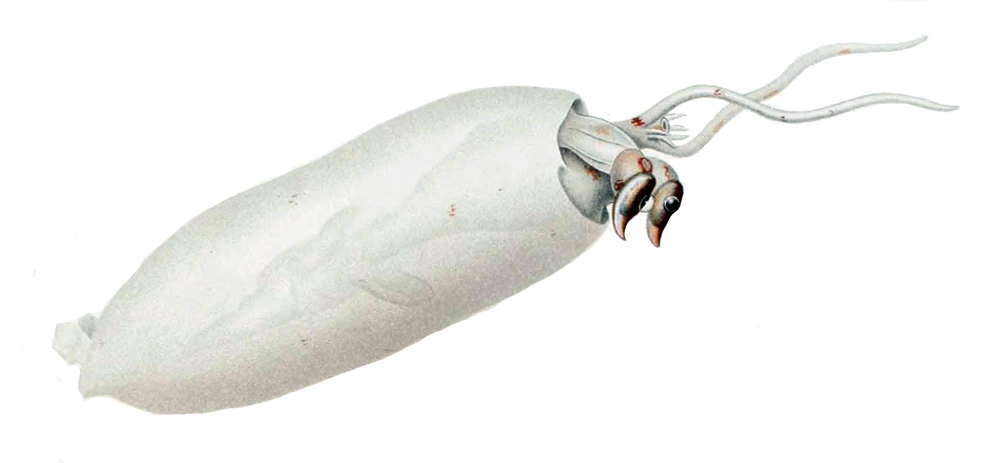
Sandalops melancholicus
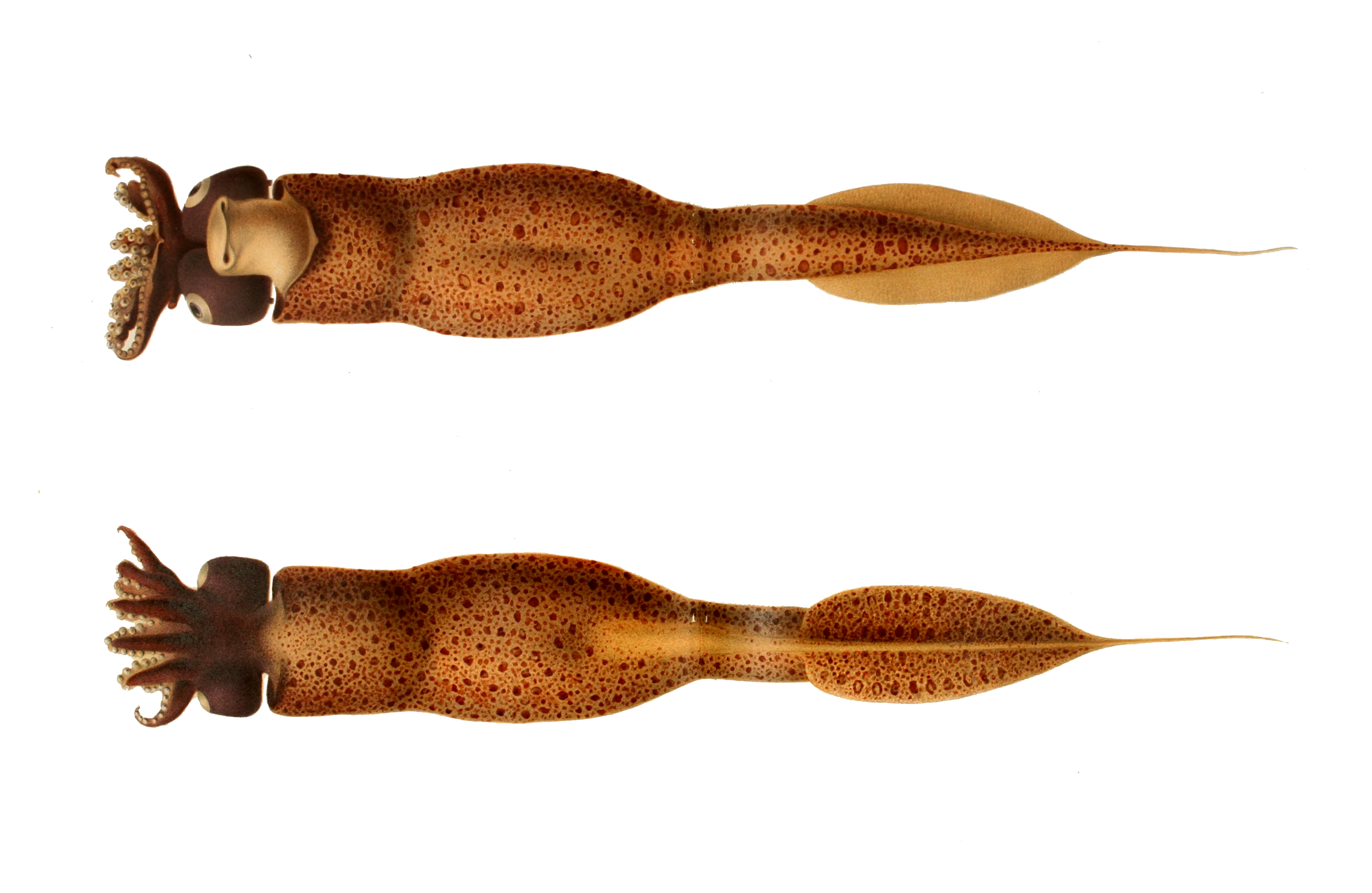
Taonius pavo
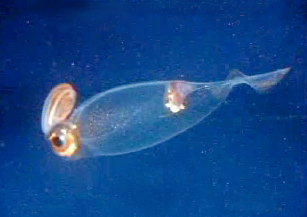
Teuthowenia megalops